# Sfissifa
Sfissifa (em árabe: صفيصيفة (também grafado Souissifa) é uma vila no sudoeste da Argélia. Faz parte da comuna de Lahmar, na província de Béchar, Argélia, e está a 3 quilômetros (1,9 milhas) ao leste da cidade de Lahmar. A vila se localiza no extremo ocidental da cordilheira de Djebel Antar, e está cerca de 30 quilômetros (19 milhas) ao norte da capital da província, Béchar.